# Éléments de la philosophie de Newton
Les Éléments de la philosophie de Newton, mis à la portée de tout le monde est un ouvrage publié par Voltaire chez Étienne Ledet à Amsterdam en 1738.
Cet ouvrage de vulgarisation scientifique, qui a contribué à diffuser les théories et les pensées d’Isaac Newton, en détaillant ses théories sur la lumière et la gravitation, a eu plus de succès que n’importe quel autre parce que son auteur s’est astreint à cinq années de travail pour le comprendre afin de pouvoir l’expliquer aux autres. Malgré ses simplifications et ses déformations, ce récit illustré de l’optique et de la gravité est devenu l’une des principales sources de familiarisation des Français avec les innovations de Newton.

## Histoire éditoriale
Cet ouvrage, qui a contribué à populariser les théories et la pensée d’Isaac Newton, a été rédigé en collaboration avec sa compagne, Émilie du Châtelet, mathématicienne et physicienne, et traductrice  des Principia Mathematica de Newton. Rédigé en latin et en algèbre, l’ouvrage de Newton était très peu accessible. Voltaire ne serait jamais parvenu à le maitriser sans l’aide de sa compagne à l’égard de laquelle il reconnait volontiers sa dette : « Minerve dictait, et j’écrivais. » Néanmoins cette publication consacre, avec les Lettres philosophiques de 1733, un tournant dans son parcours intellectuel, qui évolue pour dépasser la création poétique et théâtrale et s’étendre à la science et la philosophie.
Le séjour de Voltaire en Angleterre, entre 1726 et 1729, l’a mis à portée de découvrir, entre autres, la physique newtonienne Newton. La première trace de ce contact apparait dans trois de ses Lettres philosophiques, parues cinq ans avant les Éléments. L’équilibre entre l’empirisme newtonien et le rationalisme cartésien y était préservé, mais l’existence même de systèmes scientifiques concurrents suggérait déjà l’absurdité du dogme.
De 1736 à 1741, Voltaire se livre, avec Émilie du Châtelet, à des exercices de chimie sur le feu dans le laboratoire qu’elle a installé dans son château de Cirey, et réalise des expériences d’optique, dans une chambre noire, à l’aide d’instruments envoyés par l’abbé Moussinot. Voltaire n’était guère féru de physique, mais la pratique de cette discipline scientifique lui a utilement permis de se libérer de la tyrannie de la métaphysique et de remplacer le rationalisme cartésien par l’empirisme newtonien. En faisant voler en éclats les explications religieuses du monde, les théories et les expériences de Newton ont fourni à Voltaire des armes idéologiques pour contester les pouvoirs publics et religieux.

## Réception
L’ouvrage de Voltaire a immédiatement suscité nombre de réponses et de critiques, depuis des pamphlets, tel La Voltairomanie de l’abbé Desfontaines, raillant, entre autres, la métamorphose du poète en philosophe, publiant des notes d’écolier, jusqu’au contre-essai de 400 pages du physicien cartésien Jean Banières, qui venait de publier, l’année précédente, un traité exposant sa propre théorie de la lumière,.